# Aprus
Aprus era la dea romana dei giardini, e aveva il compito di vegliare l'apertura delle corolle dei fiori.

## Storia
Secondo Jacob Grimm da questa dea avrebbe preso nome il mese di Aprile , secondo altre interpretazioni Aprus sarebbe un altro nome con cui era nota Afrodite .
Non è da confondere con la dea italica e romana Flora, la dea della fioritura delle piante per la produzione di alimenti, in particolare cereali e alberi da frutto.